# Louis le Galoup
 (août 2013).
Si vous disposez d'ouvrages ou d'articles de référence ou si vous connaissez des sites web de qualité traitant du thème abordé ici, merci de compléter l'article en donnant les références utiles à sa vérifiabilité et en les liant à la section « Notes et références ».
Louis le Galoup est une série de cinq romans écrits par Jean-Luc Marcastel, illustrés par Jean-Mathias Xavier et publiés par les éditions du Nouvel Angle-Matagot et plus tard par Le Livre de Poche.

## Synopsis
La série raconte la lutte étouffante de Louis contre le Mal à travers Occitània. Obligé de fuir son village, pourchassé par l'engeance de Satan, Louis, accompagné de son frère Séverin et de Margot, une jeune fille pleine de surprises, doit lutter contre la plaie qui ronge Occitània et sauver son pays des griffes du maléfique Vicomte et de ses sbires, le terrifiant Grand Veneur et le fourbe et perfide Siblaire, avant qu'il ne soit trop tard…

## Tomes
La série se compose de cinq tomes :
1. Le village au bout du monde, 2000
2. Les Nuits d'Aurillac, 2005
3. Le Maître des Tours de Merle, 2010
4. La Cité de pierre, 2010
5. Le Cœur de Tolosa, 2010

## Résumé des tomes

### Le village au bout du monde
Le récit se déroule au Moyen Âge, en Occitània, dans le Sud de la France. Louis et son frère Séverin vivent sous le toit du chevalier de Marfon, le Seigneur des Terres de Mandailles, petit village près d'Aurillac.
En l'an 999, le Poing de Satan a ouvert une Grande Brèche, et tous ceux et toutes celles qui s'en approchent deviennent des monstres terribles.
Grâce à son oncle Thierry de Castelroc, Louis apprend qu'il est un Galoup, un homme-loup. Mais pour rester un bon Galoup, il doit apprendre à maîtriser le Louvoir, le pouvoir des Galoups, qui peuvent les rendre cruels et destructeurs s'il n'est pas maîtrisé. Il serait d'ailleurs le plus puissant des Galoups. Mais les Galoups Noirs comptent bien s'en débarrasser, le prenant comme une grande menace pour leur race, et ne vont cesser de le traquer. Sur les conseils de son oncle, il prend le chemin d'Aurillac, accompagné de son frère Séverin et de Margot, surnommée « La Roussotte », qui dit être mêlée à son destin.

### Les Nuits d'Aurillac
Louis, Séverin et la Roussotte ont fui leur village de Mandailles car ils sont pourchassés par le Siblaire et ses limiers. Sur les conseils de Thierry, l'oncle de Louis, ils se rendent à Aurillac afin d'obtenir la protection d'un forgeron, Maistre Lebreton.
Cependant, leur entrée dans la ville n'est pas passée inaperçue : Le Siblaire et le Grand Veneur Malemort se lancent à leur poursuite. Leur Maître veut capturer Louis le Galoup vivant. Aidés de Maistre Lebreton et de sa femme d'origine Maure, Saniya, ils vont tenter de ressortir d'Aurillac, au moment de la grande foire. Grâce à la foule, ils espèrent ainsi ne pas être repérés par les Soldats Noirs.
Malheureusement, le Siblaire tend un piège à Louis. Il parvient à capturer la Roussotte et s'apprête à la faire périr sur le bûcher. Fou de rage, Louis laisse venir à lui le Galoup pour la sauver.

### Le Maître des Tours de Merle
Louis, Séverin et la Roussotte sont sains et saufs. Tout n'est pas réglé pour autant. Les Galoups Noirs ne vont cesser de les traquer. Louis aurait préféré ne pas être Galoup, c'est un bien lourd fardeau pour lui. Pourtant, son oncle Thierry doit lui faire comprendre qu'il en est ainsi et que cela ne changera pas. Mieux vaut donc prendre le temps d'apprivoiser ce Galoup pour l'utiliser au mieux. Il lui conseille donc d'aller voir Lionel de Roquevieille, l'ami de son père, pour qu'il lui apprenne à maîtriser son Don. Cependant, Louis doit se rendre seul aux Tours de Merle. La décision est difficile à prendre mais il le fait et espère revenir au plus vite auprès de ses amis.

### La Cité de pierre
À la suite de la terrible bagarre qui a eu lieu aux Tours de Merle, Louis, son oncle Thierry, le père Georges et Matthieu prennent la route vers Argentat, où doivent normalement les attendre leurs amis, notamment la Roussotte et Séverin.
Cependant, ils ont beau essayer de se terrer, les Galoups Noirs sont toujours à leur trousses. Une fois réunis, ils reprennent donc la route ensemble, pour aller à La Roque Saint-Christophe, la Cité de pierre, lieu où se trouvent les partisans du jeune Roy. Ils se préparent à combattre Malemort et son armée qui marchent droit vers eux.

### Le Cœur de Tolosa
Le combat à la Roque Saint-Christophe s'est terminé par la mort du Galoup Blanc Thierry. Louis a également appris la véritable identité du Grand Veneur, cet énorme Galoup au pelage noir. Cependant, Dame Stéphanie, sa mère et sa belle louve, Margot ont été enlevées. Fou de rage, Louis, accompagné de Matthieu suivent leur piste jusqu'à Tolosa. Le Vicomte les détient au Capitole et s'apprête à épouser Dame Stéphanie. Toutes les bonnes volontés sont appelées à venir participer au grand combat final qui a lieu au cœur même de Tolosa. Le Ver enfoui sous la ville surgit et déverse son flot de noirceur. Louis rassemble tous ses pouvoirs pour le vaincre une bonne fois pour toutes et libérer Occitània de son emprise maléfique.

## Adaptation cinématographique
Une adaptation cinématographique de la série est en cours de développement. À ce jour, aucune date de tournage n'a été communiquée et aucun(e) acteur et actrice n'a été approché(e) pour incarner les personnages et antagonistes des romans. 

## Préquel
Un diptyque, intitulé La Geste d'Alban, composé de deux tomes, a été publié par les éditions du Nouvel Angle-Matagot, et sert de préquel à la série de romans Louis le Galoup.
La série est composée de : 
1. L'Enfant-Monstre, 2011
2. L'Ombre de Montsalvy, 2013.

## Résumé des tomes

### L'Enfant-Monstre
Les Maljours s’achèvent à peine, la lumière caresse timidement les Terres d’Occitània blessées par le cataclysme. Les hommes luttent contre les Malebestes en un combat sans merci. C’est en cet âge sombre que naît Alban, un enfant difforme, touché par le souffle maudit de la Brèche du Diable. Rejeté par les siens après la mort de son père, il va, toujours masqué pour dissimuler son visage aux autres hommes…
Alban deviendra le plus fameux des Traquebestes de son temps, un héros dont le nom restera, dans tous les cœurs, synonyme de courage et de vaillance. Dans son périple émaillé d’épreuves terribles, de violence et de merveilles, il rencontrera l’amitié et peut-être l’amour, la trahison et le vrai visage du Mal qui se répand sur les Terres d’Occitània, pour enfin trouver son combat et trouver sa place en ce monde.

### L'Ombre de Montsalvy
Au cœur des Terres d’Occitània blessées par le cataclysme, il est un roc solitaire battu par les vents qui s’écartèlent ici plus souvent qu’ailleurs au bord de gorges insondables. Les Malebestes hantent encore de leurs ombres difformes cette région ensauvagée et traquent le voyageur qui a l’inconscience d’y égarer ses pas… Pourtant, en ce lieu oublié de Dieu s’élèvent contre les ténèbres et leurs émissaires les remparts austères de Montsalvy et de son abbaye… C’est là, à l’ombre de ses murs qu’Alban, en route pour rejoindre son mentor, Enguerrand de Trencavel, fait halte avec ses compagnons. Mais Montsalvy, le Mont Sauveur, mérite-t-il encore son nom ? Depuis la fin des Maljours, l’abbaye n’abrite plus les pèlerins, mais retient, derrière ses murs, les enfants brècheux dont on veut se débarrasser… On dit que l’on les y éduque… Que l'on s’occupe d’eux… Mais depuis quelques années, des cris atroces troublent les nuits des habitants de la petite Cité de pierre grise, et en matière de brècheux, les seuls que l'on voit encore sont les terribles limiers aveugles de l’abbaye. On ne lâche l'affaire qu’à la nuit faite dans les rues rendues à l’obscurité et à la peur. Que cherchent-t-ils ? Qui traquent-ils ? Malheur, alors, à celui ou celle qui traîne dehors… Le ver est dans le fruit… Une Ombre s’étend sur Montsalvy… Une Ombre encore sans visage, un ennemi sans nom… L’avant-garde du Mal… Alban saura-t-il lever le voile à temps pour sauver ses compagnons et la belle Lamia ? Et Lamia elle-même, quel lourd secret cache-t-elle sous le masque de sa beauté venimeuse ? Masque pour masque, ombre pour ombre… Qui est qui et qui est quoi ? Il est temps de commencer une nouvelle veillée pour convoquer, dans les flammes de l’âtre, le souvenir du Lion Banc d’Occitània…